# Alpesisí az 1972. évi téli olimpiai játékokon
Az 1972. évi téli olimpiai játékokon az alpesisí versenyszámait február 5. és 13. között rendezték a Mount Eniwa-en és a Teine-n. A férfiaknak és a nőknek is 3–3 versenyszámban osztottak érmeket.

## Éremtáblázat
(Az egyes számoszlopok legmagasabb értéke vagy értékei vastagítással kiemelve.)
| Az 1972. évi téli olimpiai játékok éremtáblázata alpesisíben | Az 1972. évi téli olimpiai játékok éremtáblázata alpesisíben | Az 1972. évi téli olimpiai játékok éremtáblázata alpesisíben | Az 1972. évi téli olimpiai játékok éremtáblázata alpesisíben | Az 1972. évi téli olimpiai játékok éremtáblázata alpesisíben | Olimpia  |
| ------------------------------------------------------------ | ------------------------------------------------------------ | ------------------------------------------------------------ | ------------------------------------------------------------ | ------------------------------------------------------------ | -------- |
|                                                              | Ország                                                       | Arany                                                        | Ezüst                                                        | Bronz                                                        | Összesen |
| 1.                                                           | Svájc (SUI)                                                  | 3                                                            | 2                                                            | 1                                                            | 6        |
| 2.                                                           | Olaszország (ITA)                                            | 1                                                            | 1                                                            | 1                                                            | 3        |
| 3.                                                           | Egyesült Államok (USA)                                       | 1                                                            | 0                                                            | 1                                                            | 2        |
| 4.                                                           | Spanyolország (ESP)                                          | 1                                                            | 0                                                            | 0                                                            | 1        |
|                                                              |                                                              |                                                              |                                                              |                                                              |          |
| 5.                                                           | Ausztria (AUT)                                               | 0                                                            | 2                                                            | 2                                                            | 4        |
| 6.                                                           | Franciaország (FRA)                                          | 0                                                            | 1                                                            | 1                                                            | 2        |
|                                                              |                                                              |                                                              |                                                              |                                                              |          |
| Összesen                                                     | Összesen                                                     | 6                                                            | 6                                                            | 6                                                            | 18       |

## Érmesek

### Férfi
| Az 1972. évi téli olimpiai játékok férfi érmesei alpesisíben |                                                 |         |                                  |         |                                  |         |
| Versenyszám                                                  | Arany                                           | Arany   | Ezüst                            | Ezüst   | Bronz                            | Bronz   |
| Lesiklás                                                     | Bernhard Russi · Svájc (SUI)                    | 1:51,43 | Roland Collombin · Svájc (SUI)   | 1:52,07 | Heini Messner · Ausztria (AUT)   | 1:52,40 |
| Műlesiklás                                                   | Francisco Fernández Ochoa · Spanyolország (ESP) | 1:49,27 | Gustav Thöni · Olaszország (ITA) | 1:50,28 | Roland Thöni · Olaszország (ITA) | 1:50,30 |
| Óriás-műlesiklás                                             | Gustav Thöni · Olaszország (ITA)                | 3:09,62 | Edy Bruggmann · Svájc (SUI)      | 3:10,75 | Werner Mattle · Svájc (SUI)      | 3:10,99 |

### Női
| Az 1972. évi téli olimpiai játékok női érmesei alpesisíben |                                          |         |                                         |         |                                        |         |
| Versenyszám                                                | Arany                                    | Arany   | Ezüst                                   | Ezüst   | Bronz                                  | Bronz   |
| Lesiklás                                                   | Marie-Theres Nadig · Svájc (SUI)         | 1:36,68 | Annemarie Moser-Pröll · Ausztria (AUT)  | 1:37,00 | Susan Corrock · Egyesült Államok (USA) | 1:37,68 |
| Műlesiklás                                                 | Barbara Cochran · Egyesült Államok (USA) | 1:31,24 | Danièle Debernard · Franciaország (FRA) | 1:31,26 | Florence Steurer · Franciaország (FRA) | 1:32,69 |
| Óriás-műlesiklás                                           | Marie-Theres Nadig · Svájc (SUI)         | 1:29,90 | Annemarie Moser-Pröll · Ausztria (AUT)  | 1:30,75 | Wiltrud Drexel · Ausztria (AUT)        | 1:32,35 |